# Rhyacophila amicis
Rhyacophila amicis är en nattsländeart som beskrevs av Ross 1956. Rhyacophila amicis ingår i släktet Rhyacophila och familjen rovnattsländor. Inga underarter finns listade i Catalogue of Life.